# A.J. Pero
Anthony Jude (A.J.) Pero, född 14 oktober 1959 på Staten Island i New York, död 20 mars 2015 i Poughkeepsie i New York, var en amerikansk hårdrockstrummis. Han är mest känd som trummis i Twisted Sister. Mellan 2013 och 2015 var han medlem i Adrenaline Mob.

## Diskografi i urval

### Twisted Sister
Studioalbum
- 1982 – Under the Blade
- 1983 – You Can't Stop Rock 'n' Roll
- 1984 – Stay Hungry
- 1985 – Come Out and Play
- 1987 – Love Is for Suckers
- 2004 – Still Hungry
- 2006 – A Twisted Christmas

### Adrenaline Mob
Studioalbum
- 2014 – Men of Honor

EP
- 2015 – Dearly Departed